# 향온주
향온주는 맵쌀과 찹쌀을 쪄서 식힌 것에 보리와 녹두를 섞어 만든 누룩을 넣어 담근 술을 말한다. 알코올 도수가 40도에 이르는 독주이며 해독작용이 뛰어나고 향기가 매우 좋다. '내국법온' 이라고도 불린다. 향온주는 맑고 투명하며 부담이 없는 은은한 향기와 깊은 맛을 지닌 것이 특징이다.
향온주라는 명칭은 임금이 마시던 어주(御酒)를 뜻한다. 또한 향온주의 별칭인‘내국법온’이라는 명칭은 조선조 정부 관청의 하나인 내의원(內醫院)의 양온서(良溫署)에서 법제하여 제조한 술이란 뜻을 가지고 있다. 나아가 보통 술들은 모든 음식을 요리해냈던 사옹원에서 담당했는데, 임금이 마시던 술은 내의원 양온서에서 특별히 어의들의 감독 하에 빚어졌으며, 임금이 마시기도 하고 이를 신하들에게 하사하기도 하였다고 한다. 
향온주는 여느 술과는 다른, 매우 독특한 향과 맛을 자랑하는데, 일반 술에서 흔히 쓰는 누룩이 아닌,‘향온곡’ 이라고 불리는 특수한 누룩을 사용하는 발효과정을 거치기 때문이다. 일반적인 방법으로 만들어지는 누룩은 통밀을 거칠게 가루낸 뒤 일부 물을 섞어 밀기울이나 밀가루와 뭉쳐서 성형틀에 단단히 디딘 뒤 따뜻한 온돌방바닥에 한동안두어 띄운다. 그런데 향온주를 담그기 위한 누룩인 향온곡은 통밀을 거칠게 갈아낸 가루에 녹두가루 또는 녹두즙을 섞어 누룩을 성형한 뒤 온돌방에서 띄워 만든다. 녹두누룩으로 빚는 향온주는 녹두의 기능인 제독 효과와 술 향기를 좋게 하는 특징이 있다고 알려져 있다. 향온주의 독특한 향은 특별한 누룩인 향온곡에서 비롯된 것이라 볼 수 있다. 무릇 술을 빚을 때에는 누룩이 제일 중요하다. 향온주만의 누룩인 향온곡이 준비되었다면 향온주를 빚을 차례다.
고문헌 『규곤시의 방』에 수록된 향온주 빚는 방법은 다음과 같다. 멥쌀 1말, 찹쌀 1되, 거칠게 빻은 향온곡 1되 5홉, 석임 1홉, 물 1.5병(되)을 준비한다. 술을 빚을 때 고두밥에 누룩과 끓는 물을 섞어 식으면 향온곡을 넣어 잘 섞어준 뒤 항아리에 안쳐 따뜻한 곳에 둔다.
『규곤시의 방』의 수록되어 있는 향온주는 고두밥을 지어 차게 식힌 뒤, 끓는 물을 뜨거운 고두밥에 붓고 고두밥이 물을 다 빨아들여 불면 차게 식힌 뒤 누룩을 넣어 만든다. 보통 한번 끓인 뒤 식힌 물을 양조용수로 쓰는 방법과는 다른 방법이다. 이를 ‘증숙’이라 말하는데, 끓는 물이 고두밥을 팽창시켜 호화도를 높여주고 발효력을 증진시키도록 도와준다. 그러나 고두밥에 끓는 물을 고르게 분사시키는 것이 중요하다. 또한 향온주에 석임을 넣는데, 석임은 술을 빨리 빚을 수 있을 뿐더러 이양주의 효과를 주기 때문에 술의 맛과 향을 일정하게 유지하는데 도움을 주며 술의 양을 늘리는 효과를 얻을 수 있다. 
밑술에 덧술을 더하여 만들지 않는 단양주인 향온주는 단양주의 단점인 낮은 알코올 도수로 인하여 변질되기 쉽다. 이를 위해 당 농도를 높여 알코올 도수를 높여주어 술이 변질되는 것을 막아주는 당화촉진제로 엿기름을 사용하는 것도 좋은 방법이다. 또한 멥쌀과 찹쌀의 재료 구성 비율에 있어서 특별한 점이 있다. 단조롭고 깔끔한 맛을 지닌 멥쌀에 소량의 찹쌀을 더하여 단맛과 부드러운 맛을 더욱 두드러지게 한 것은 향온주만의 매력이다. 나아가 이렇게 빚어진 탁주를 증류하하여 알코올 도수를 높이는 과정을 거쳐 만들어진 결과물이 바로 향온주이다.
한편, 국가에서 지정한 무형문화재는 세 종류가 있는데, 무형문화재의 술은 증류주인 서울의 문배주, 가향주류인 면천의 두견주, 순곡 청주인 경주교동법주가 있다. 향온주는 1993년 서울시에서 무형문화재 9호로 지정하였다고 한다. 향온주의 기능보유자인 정해중 선생댁에 인현왕후의 외가로부터 전해져 대대로 내려온 술이라는 역사가 있다. 과거에는 향온주를 이양주를 빚는 방법으로 빚었으며, 북한산의 석간수를 사용하여 술을 빚었다고 한다. 또한 조선시대에는 발효주에 대한 면역기능이 없어 이를 마시면 설사하는 일이 잦았던 중국 사신을 위해 증류주인 향온주를 접대했다고 할 정도로 역사적 깊이가 남다른 술이다. 오늘날 서울시가 자랑하는 문화재인 향온주는 증류주로 시판되고 있으나, 앞서 설명한 문헌『규곤시의 방』에 따른 술 빚기와는 약간의 차이를 보인다.
향온주는 풍부한 가치와 아름다운 풍월을 담고 있는 술이다. 뭇 조상들께서 즐기시던 우리의 술들 중 하나인 향온주를 내 손으로 직접 빚어 향온주가 지닌 역사적 의미와 녹두의 효능을 체험해 보도록 하자.

## 참고자료
- 향온주 - 국가유산청 국가유산포털

 본 문서에는 서울특별시에서 지식공유 프로젝트를 통해 퍼블릭 도메인으로 공개한 저작물을 기초로 작성된 내용이 포함되어 있습니다.